# Yoshiyuki Shinoda
Yoshiyuki Shinoda (篠田 善之?, Shinoda Yoshiyuki; Kōfu, 18 giugno 1971) è un allenatore di calcio ed ex calciatore giapponese, di ruolo centrocampista, tecnico del Nantong Zhiyun.

## Statistiche

### Allenatore
Statistiche aggiornate al 7 ottobre 2023. In grassetto le competizioni vinte.
| Stagione               | Squadra                | Campionato             | Campionato | Campionato | Campionato | Campionato | Coppe nazionali | Coppe nazionali | Coppe nazionali | Coppe nazionali | Coppe nazionali | Coppe continentali | Coppe continentali | Coppe continentali | Coppe continentali | Coppe continentali | Altre coppe | Altre coppe | Altre coppe | Altre coppe | Altre coppe | Totale | Totale | Totale | Totale | % Vittorie | Piazzamento |
| Stagione               | Squadra                | Comp                   | G          | V          | N          | P          | Comp            | G               | V               | N               | P               | Comp               | G                  | V                  | N                  | P                  | Comp        | G           | V           | N           | P           | G      | V      | N      | P      | %          | Piazzamento |
| ---------------------- | ---------------------- | ---------------------- | ---------- | ---------- | ---------- | ---------- | --------------- | --------------- | --------------- | --------------- | --------------- | ------------------ | ------------------ | ------------------ | ------------------ | ------------------ | ----------- | ----------- | ----------- | ----------- | ----------- | ------ | ------ | ------ | ------ | ---------- | ----------- |
| giu.-dic. 2008         | Avispa Fukuoka         | J2                     | 19         | 7          | 8          | 4          | CI              | 1               | 0               | 0               | 1               | -                  | -                  | -                  | -                  | -                  | -           | -           | -           | -           | -           | 20     | 7      | 8      | 5      | 35,00      | Sub, 8°     |
| 2009                   | Avispa Fukuoka         | J2                     | 51         | 17         | 14         | 20         | CI              | 1               | 0               | 0               | 1               | -                  | -                  | -                  | -                  | -                  | -           | -           | -           | -           | -           | 52     | 17     | 14     | 21     | 32,69      | 11°         |
| 2010                   | Avispa Fukuoka         | J2                     | 36         | 21         | 6          | 9          | CI              | 4               | 1               | 2               | 1               | -                  | -                  | -                  | -                  | -                  | -           | -           | -           | -           | -           | 40     | 22     | 8      | 10     | 55,00      | 3° (prom.)  |
| mar.-lug. 2011         | Avispa Fukuoka         | J1                     | 19         | 2          | 2          | 15         | CI+CdL          | 0+2             | 0+0             | 0+0             | 0+2             | -                  | -                  | -                  | -                  | -                  | -           | -           | -           | -           | -           | 21     | 2      | 2      | 17     | &9,52      | Eson        |
| Totale Avispa Fukuoka  | Totale Avispa Fukuoka  | Totale Avispa Fukuoka  | 125        | 47         | 30         | 48         |                 | 8               | 1               | 2               | 5               |                    | -                  | -                  | -                  | -                  |             | -           | -           | -           | -           | 133    | 48     | 32     | 53     | 36,09      |             |
| lug.-dic. 2016         | FC Tokyo               | J1                     | 12         | 8          | 2          | 2          | CI+CdL          | 2+4             | 1+1             | 0+1             | 1+2             | -                  | -                  | -                  | -                  | -                  | -           | -           | -           | -           | -           | 18     | 10     | 3      | 5      | 55,56      | Sub, 9°     |
| feb.-set. 2017         | FC Tokyo               | J1                     | 25         | 9          | 6          | 10         | CI+CdL          | 1+10            | 0+6             | 1+0             | 0+4             | -                  | -                  | -                  | -                  | -                  | -           | -           | -           | -           | -           | 36     | 15     | 7      | 14     | 41,67      | Eson        |
| Totale FC Tokyo        | Totale FC Tokyo        | Totale FC Tokyo        | 37         | 17         | 8          | 12         |                 | 17              | 8               | 2               | 7               |                    | -                  | -                  | -                  | -                  |             | -           | -           | -           | -           | 54     | 25     | 10     | 19     | 46,30      |             |
| mag.-dic. 2019         | Shimizu S-Pulse        | J1                     | 23         | 9          | 4          | 10         | CI+CdL          | 5+1             | 3+1             | 1+0             | 1+0             | -                  | -                  | -                  | -                  | -                  | -           | -           | -           | -           | -           | 29     | 13     | 5      | 11     | 44,83      | Sub, 12°    |
| giu. 2022              | Shimizu S-Pulse        | J1                     | 0          | 0          | 0          | 0          | CI+CdL          | 1+0             | 1+0             | 0+0             | 0+0             | -                  | -                  | -                  | -                  | -                  | -           | -           | -           | -           | -           | 1      | 1      | 0      | 0      | 100,00&    | Interim     |
| Totale Shimizu S-Pulse | Totale Shimizu S-Pulse | Totale Shimizu S-Pulse | 23         | 9          | 4          | 10         |                 | 7               | 5               | 1               | 1               |                    | -                  | -                  | -                  | -                  |             | -           | -           | -           | -           | 30     | 14     | 5      | 11     | 46,67      |             |
| 2023                   | Ventforet Kofu         | J2                     | 42         | 18         | 10         | 14         | CI              | 3               | 1               | 1               | 1               | ACL                | 6                  | 3                  | 2                  | 1                  | SG          | 1           | 0           | 0           | 1           | 52     | 22     | 13     | 17     | 42,31      | 8°          |
| Totale carriera        | Totale carriera        | Totale carriera        | 226        | 91         | 52         | 84         |                 | 35              | 15              | 6               | 14              |                    | 6                  | 3                  | 2                  | 1                  |             | 1           | 0           | 0           | 1           | 269    | 109    | 60     | 100    | 40,52      |             |